# Egervölgy
Egervölgy là một thị trấn thuộc hạt Vas, Hungary. Thị trấn này có diện tích 8,86 km², dân số năm 2010 là 360 người, mật độ 41 người/km².